# Genova Quinto al Mare
Genova Quinto al Mare (wł: Stazione di Genova Quinto) – przystanek kolejowy w Genui, w regionie Liguria, we Włoszech. Znajdują się tu 2 perony.